# 堪萨斯大学杰鹰队
堪萨斯大学杰鹰队（英語：Kansas Jayhawks）代表堪萨斯大学参加国家大学体育协会（NCAA）第一级别的各项赛事，是堪萨斯州三所NCAA第一级别学校之一，也是十二大联盟的成员。堪萨斯大学男篮尤为知名，是NCAA的传统劲旅，曾四度夺NCAA男篮冠军。

## 全国冠军
堪萨斯大学校史上获得过11次NCAA全国冠军头衔：
- 男子（11次）
  - 篮球（4次）：1952年、1988年、2008年、2022年
  - 越野（1次）：1953年
  - 室内田径（3次）：1966年、1969年、1970年
  - 室外田径（3次）：1959年、1960年、1970年
- 女子（1次）
  - 室外田径（1次）：2013年

以下为未经NCAA背书的全国冠军：
- 男子保龄球（1次）：2004年
- 男子篮球（2次）：1922年、1923年